# کنیسه

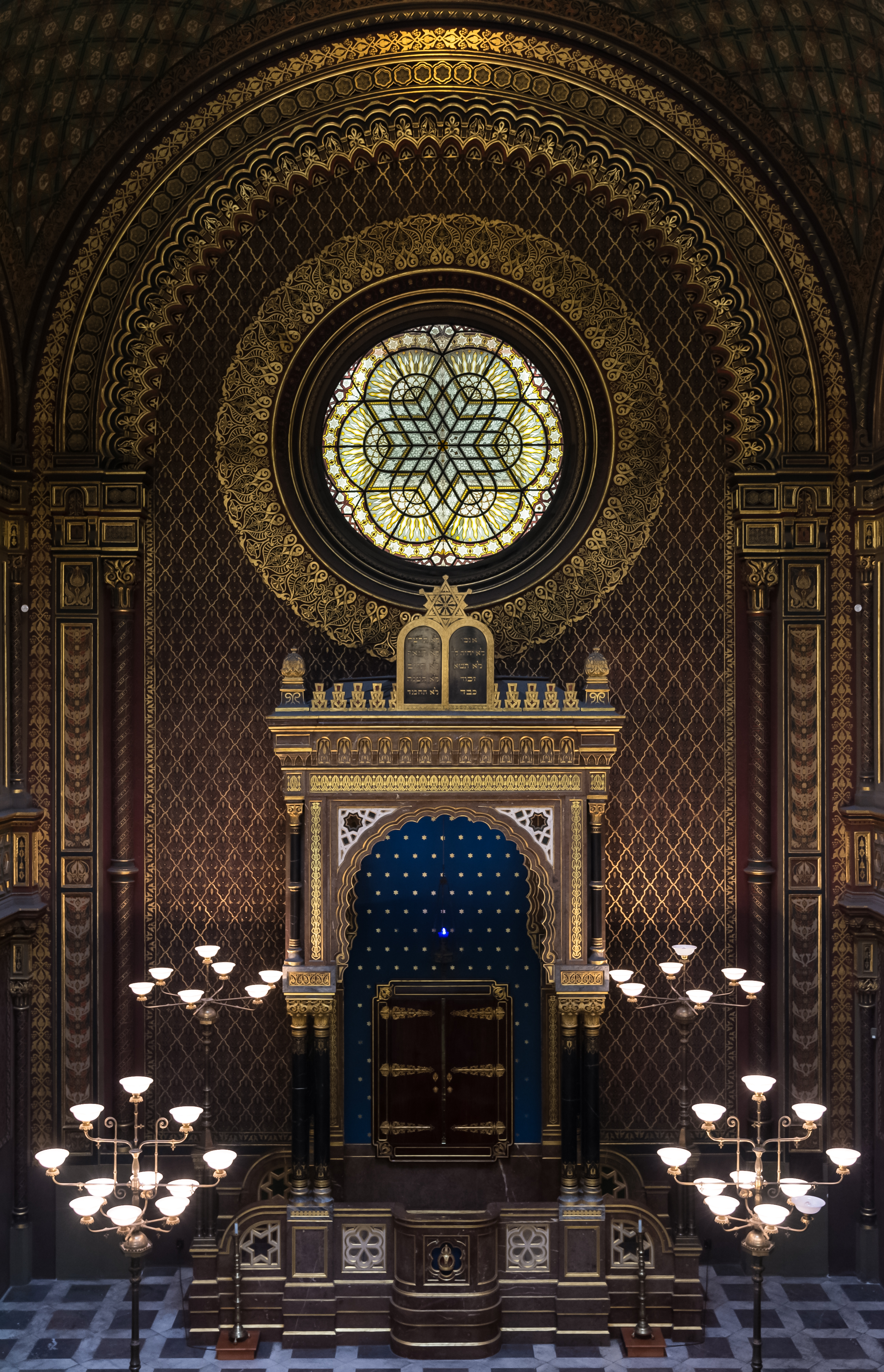
نگاره‌ای از صندوق تورات در کنیسه اسپانیایی در پراگ. صندوق مقدس دربرگیرندهٔ طومارهای تورات است. هر کنیسه دارای چنین صندوق یا پستویی است. معمولاً این صندوق داخل دیوارهای کنیسه و در نزدیکترین مکان رو به اورشلیم نگه‌داری می‌شود.

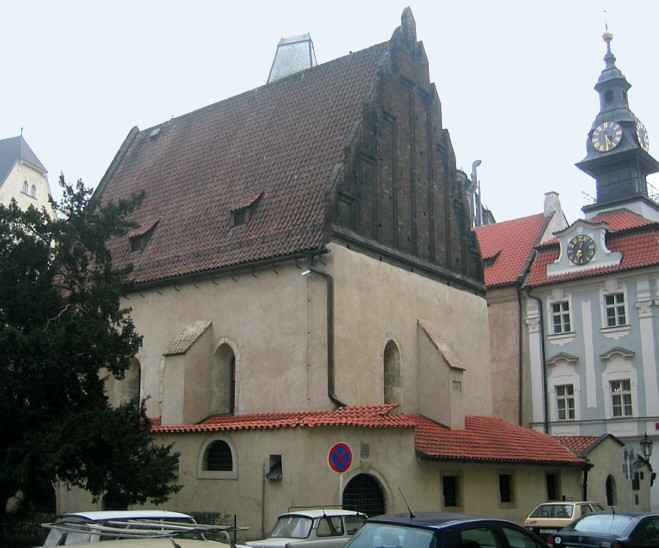
کنیسای قدیمی پراگ که حدود ۱۲۷۰ میلادی ساخته شده‌است و قدیمی‌ترین کنیسه فعال دنیا به‌شمار می‌رود.

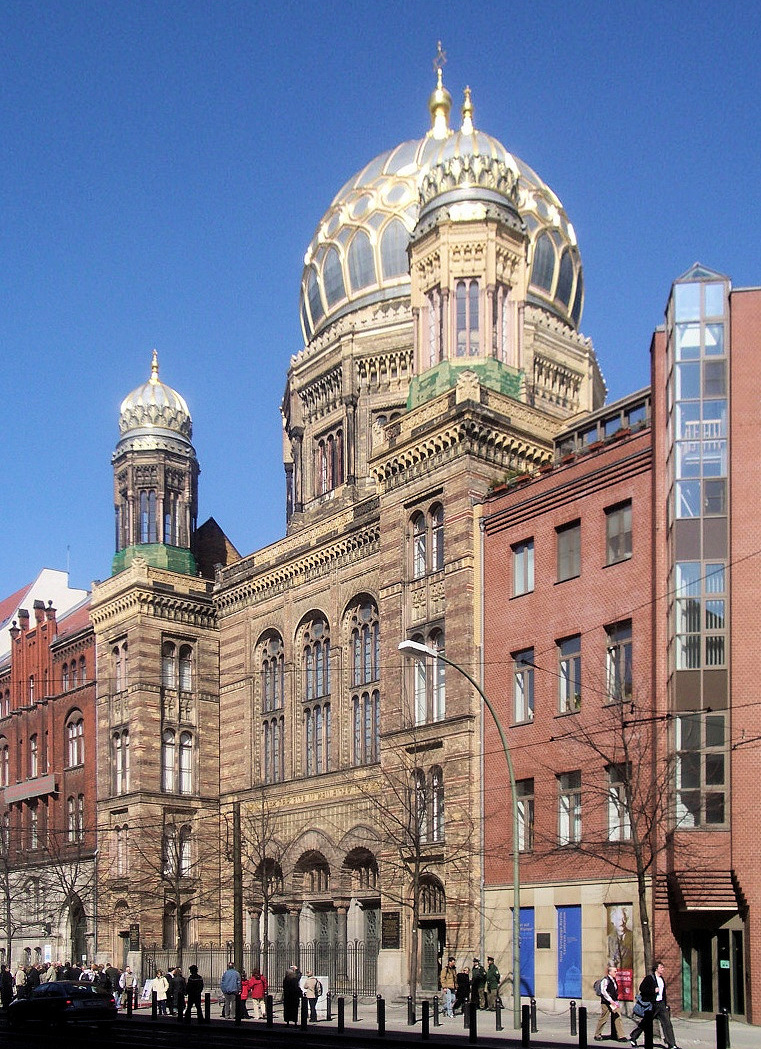
کنیسای جدید برلین

کِنیسِه یا کِنِشت یا کِنیسا (به عبری: בית כנסת) یک ساختمان مذهبی برای نیایش یهودیان یا محل اجتماعات دینی یهودیان است.
طبق هلاخا عبادت مشترک یهودیان می‌تواند در هر مکانی که ده یهودی (مینیان) گرد هم آیند انجام شود. عبادت را می‌توان به تنهایی یا با جمع شدن کمتر از ده نفر انجام داد. با این حال برخی از دعاها، دعاهای مشترک هستند و بنابراین ممکن است فقط توسط یک مینیان خوانده شوند.

## تاریخچه
اولین کنیسه‌ها در واقع پس از خروج یهودیان توسط موسی از مصر و پذیرش دین یهودیت تشکیل شدند. پس از خروج از مصر به مدت چهل سال در بیابان سینا بودند و در این مدت کنیسه‌ها در واقع چادرهای بزرگی بودند که در آنها علاوه بر مسائل عبادی آموزش مسائل شرعی و دینی داده می‌شد. پس از ورود به سرزمین بیت‌المقدس سلیمان کنیسه بزرگی در شهر بیت‌المقدس ساخته شد که دارای دیوارهای سنگی بود. این معبد که بیت هَمیقداش یا خانه مقدس نامیده می‌شد مهمترین مکان مذهبی و بزرگترین کنیسه یهودیان بود که در حدود سه هزار سال پیش توسط سلیمان ساخته شد و چهار صد سال برپا بود.
پس از چهار صد سال این کنیسه در زمان حمله بابلی‌ها به فرماندهی بخت النصر تخریب گردید.

### دعاها
طبق سنت یهودیان مردان مجمع بزرگ (حدود پنج قرن قبل از میلاد) زبان دعاهای یهودیان را رسمی کردند. قبل از آن مردم به شیوه خود دعا می‌کردند و هیچ دعای واحدی که خوانده شود وجود نداشت.

## کنیسه‌های ایران
مقاله اصلی: فهرست کنیسه‌های ایران.
در ایران تقریباً ۱۰۰ کنیسه وجود دارد. بیشترین کنیسه‌ها در تهران، شیراز و اصفهان وجود دارد.

## بزرگترین کنیسه‌ها
- معبد امانوئل در نیویورک آمریکا با مساحت ۳٬۵۲۳ متر مربع بزرگترین کنیسه جهان محسوب می‌شود.[۶]
- کنیسه یوسف آباد وسعت ۱٬۰۷۶ مترمربع بزرگترین کنیسه ایران است.
- کنیسه خیابان دوهانی در بوداپست مجارستان، بزرگترین کنیسه در اروپا از نظر مساحت و تعداد صندلی می‌باشد. این کنیسه دارای ۳٬۰۰۰ نفر، مساحت ۱٬۲۰۰ متر مربع (۱۳٬۰۰۰ فوت مربع) و ارتفاع ۲۶ متر است (۸۵ فوت؛ جدا از برج‌ها که ۴۳ متر یا ۱۴۱ فوت هستند).[۷]

## نگارخانه

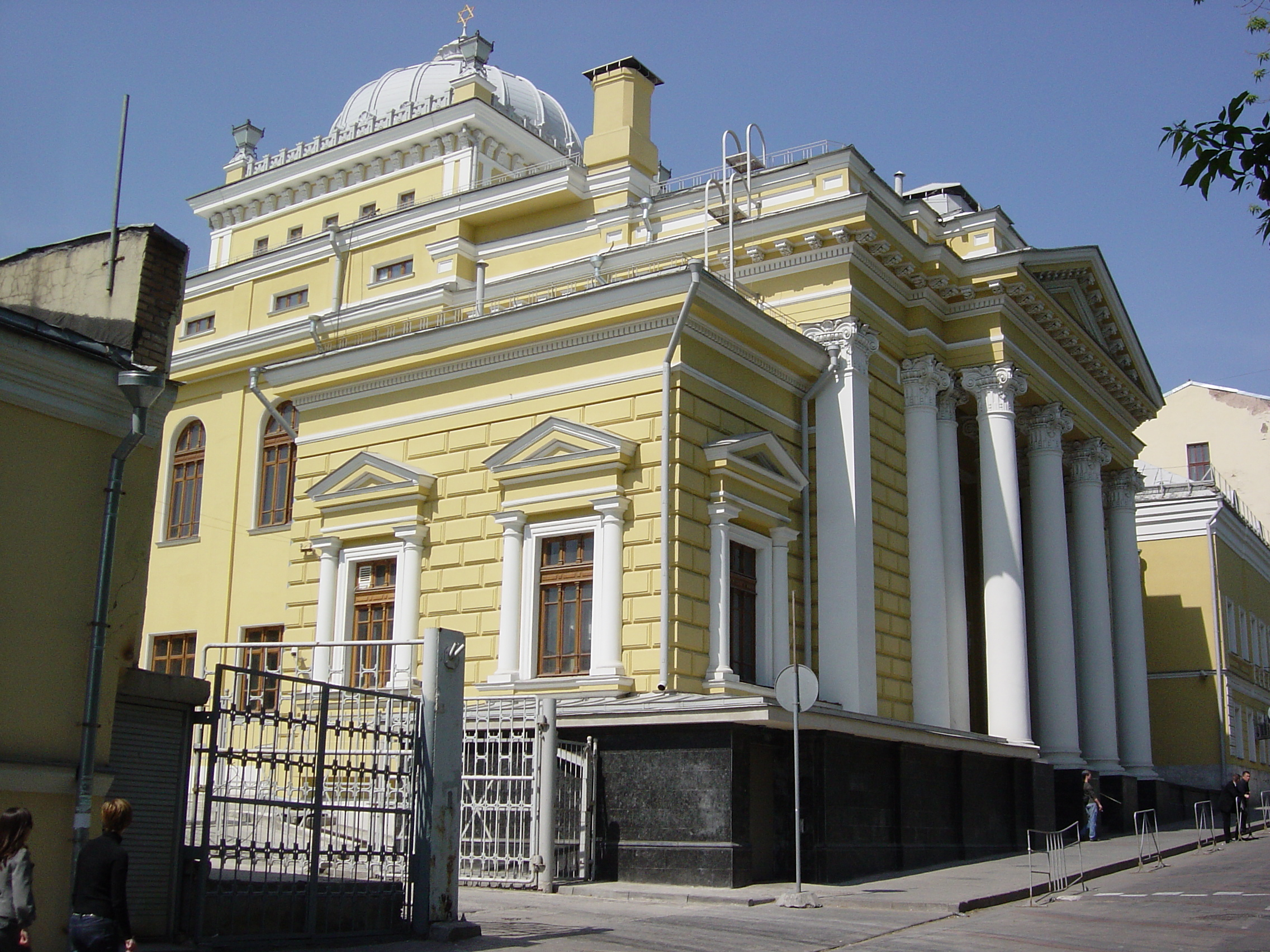
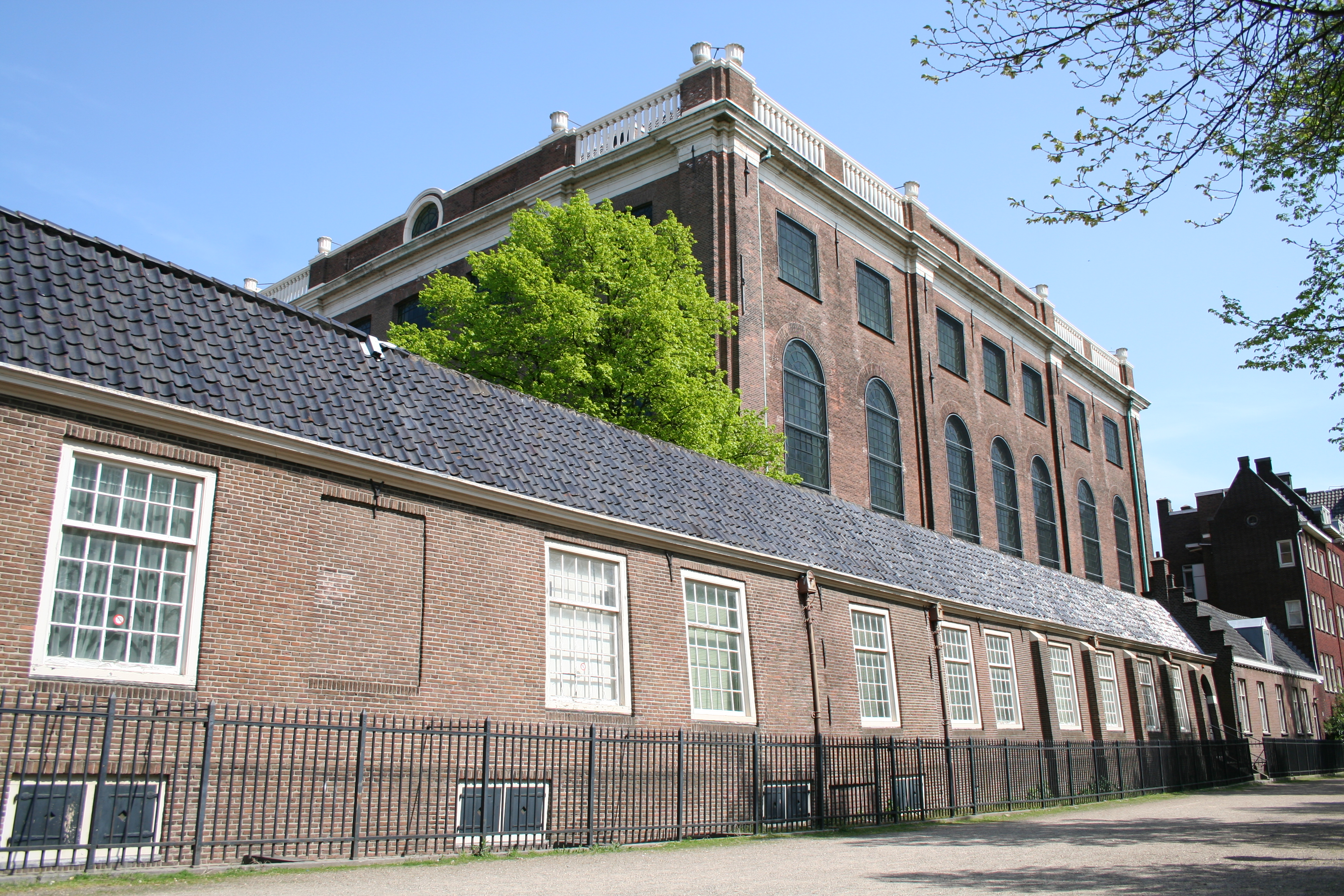
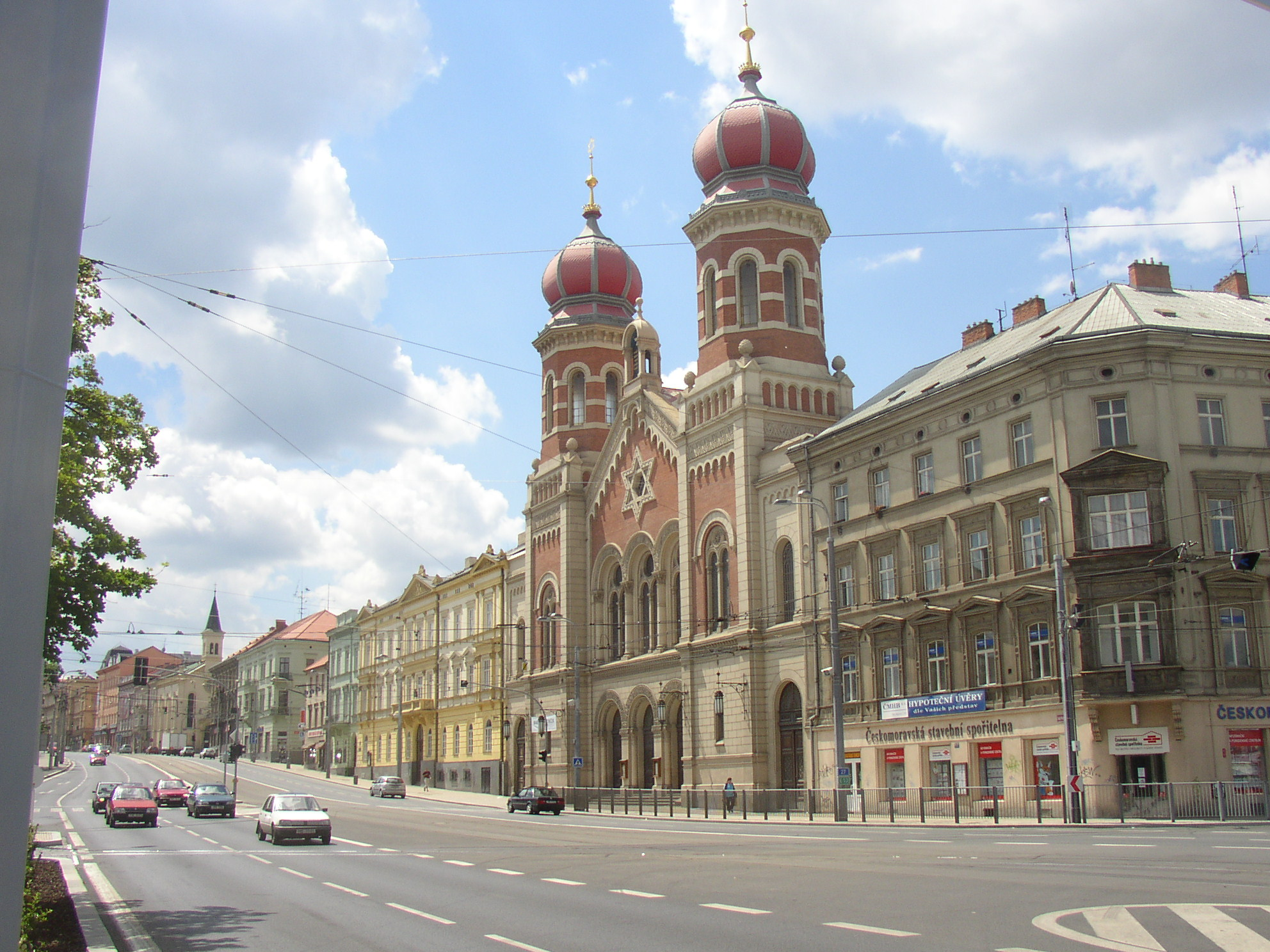
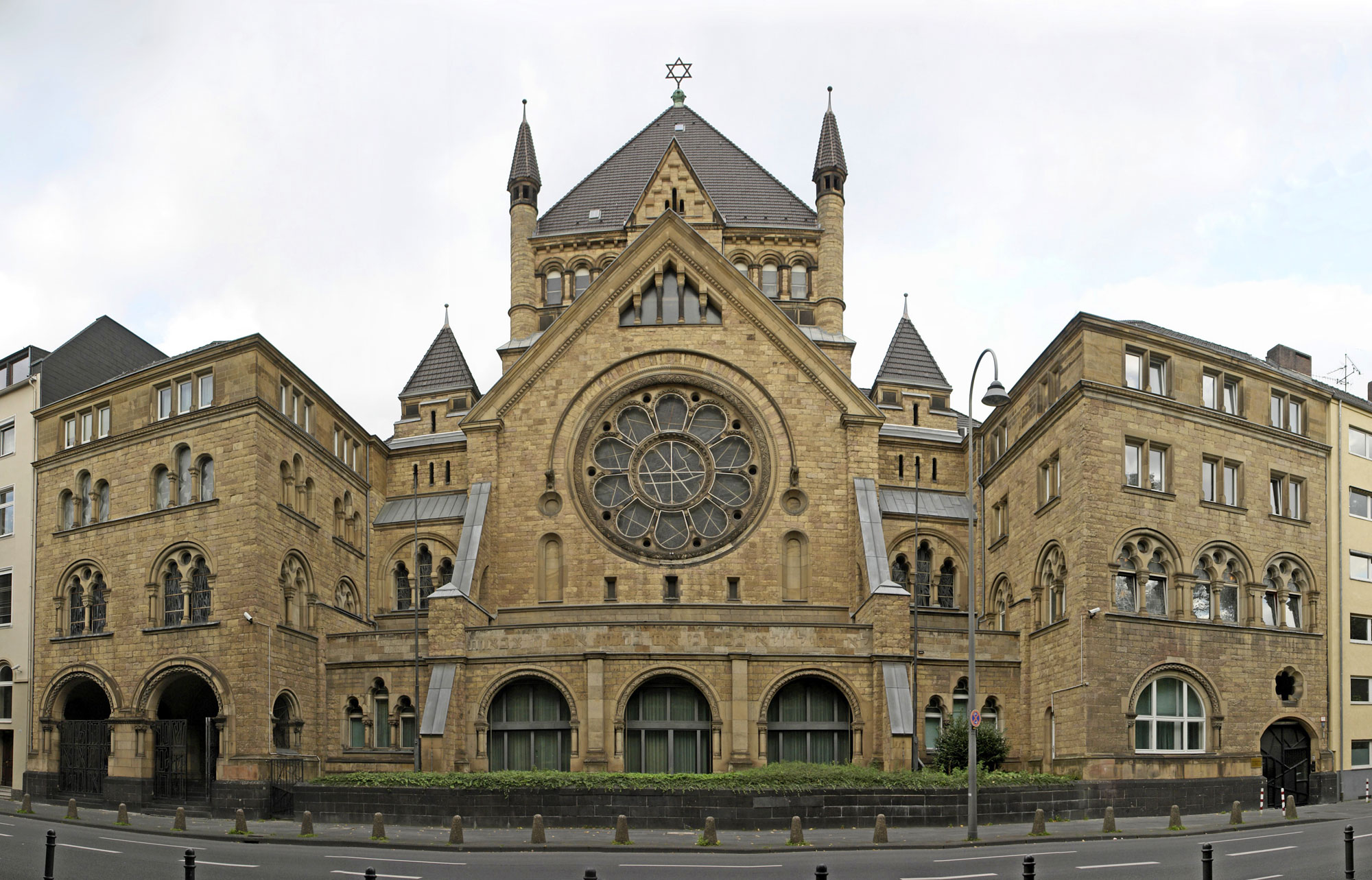
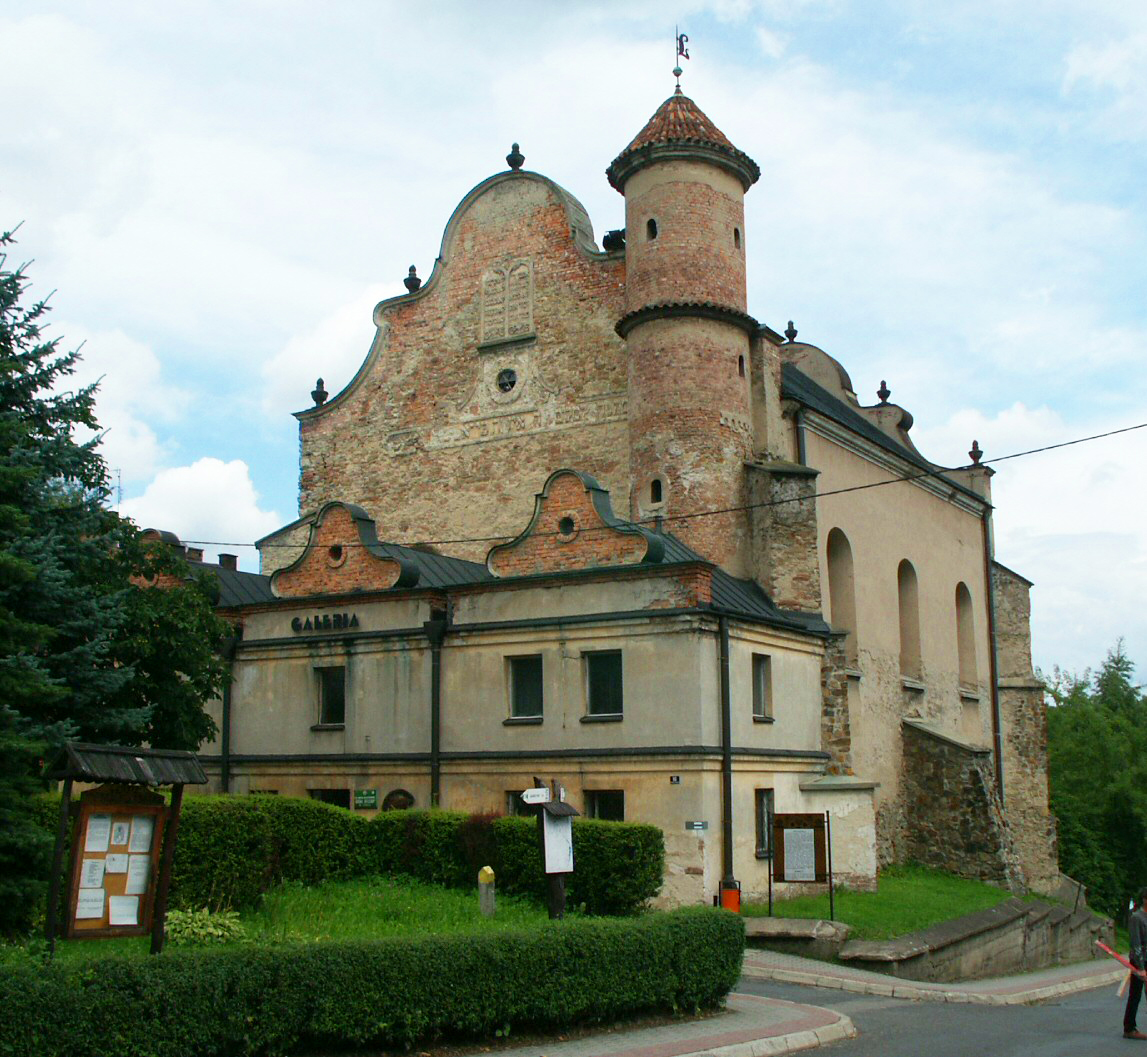
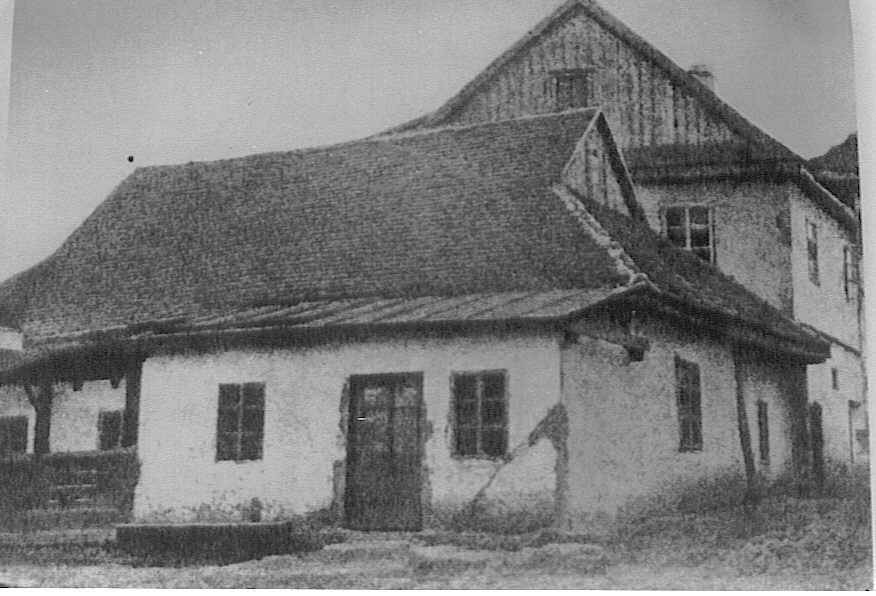
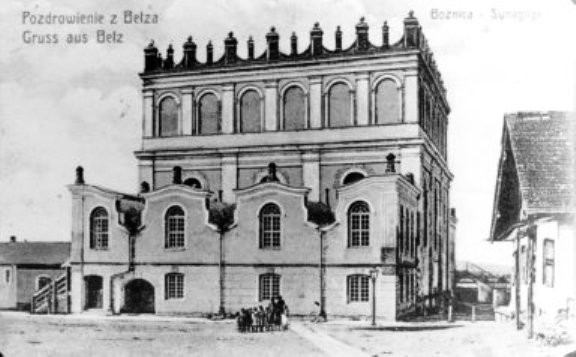
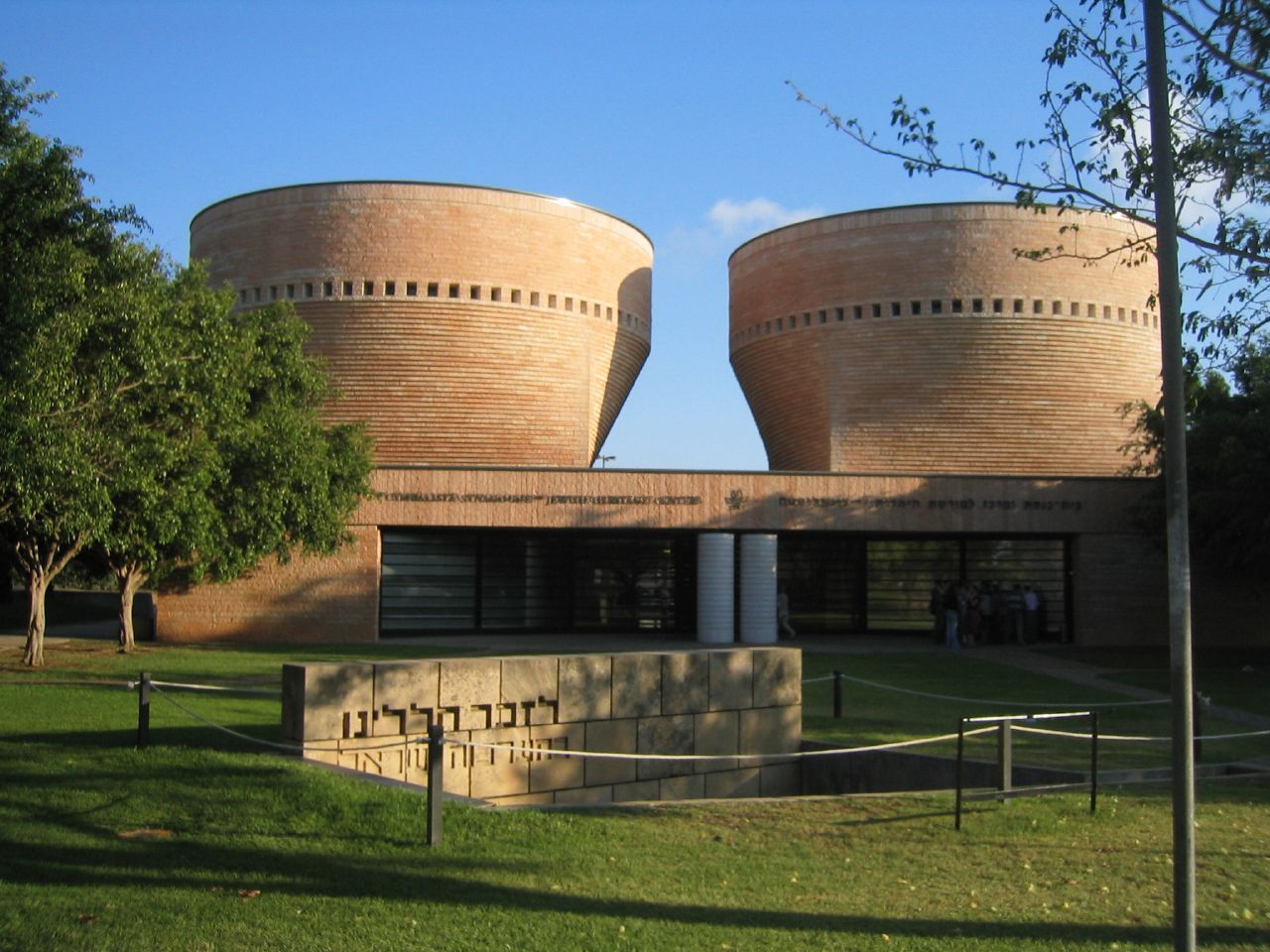
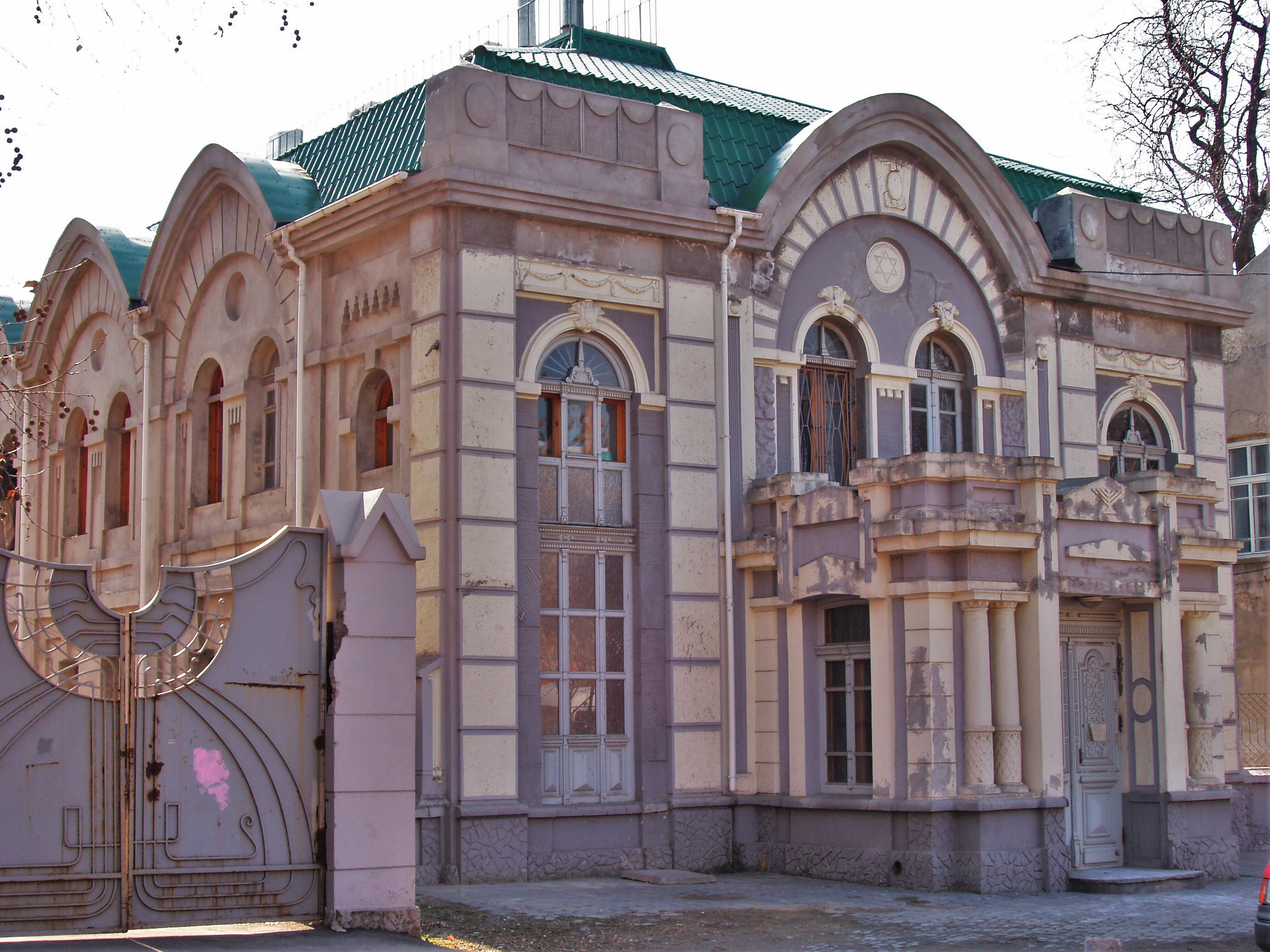
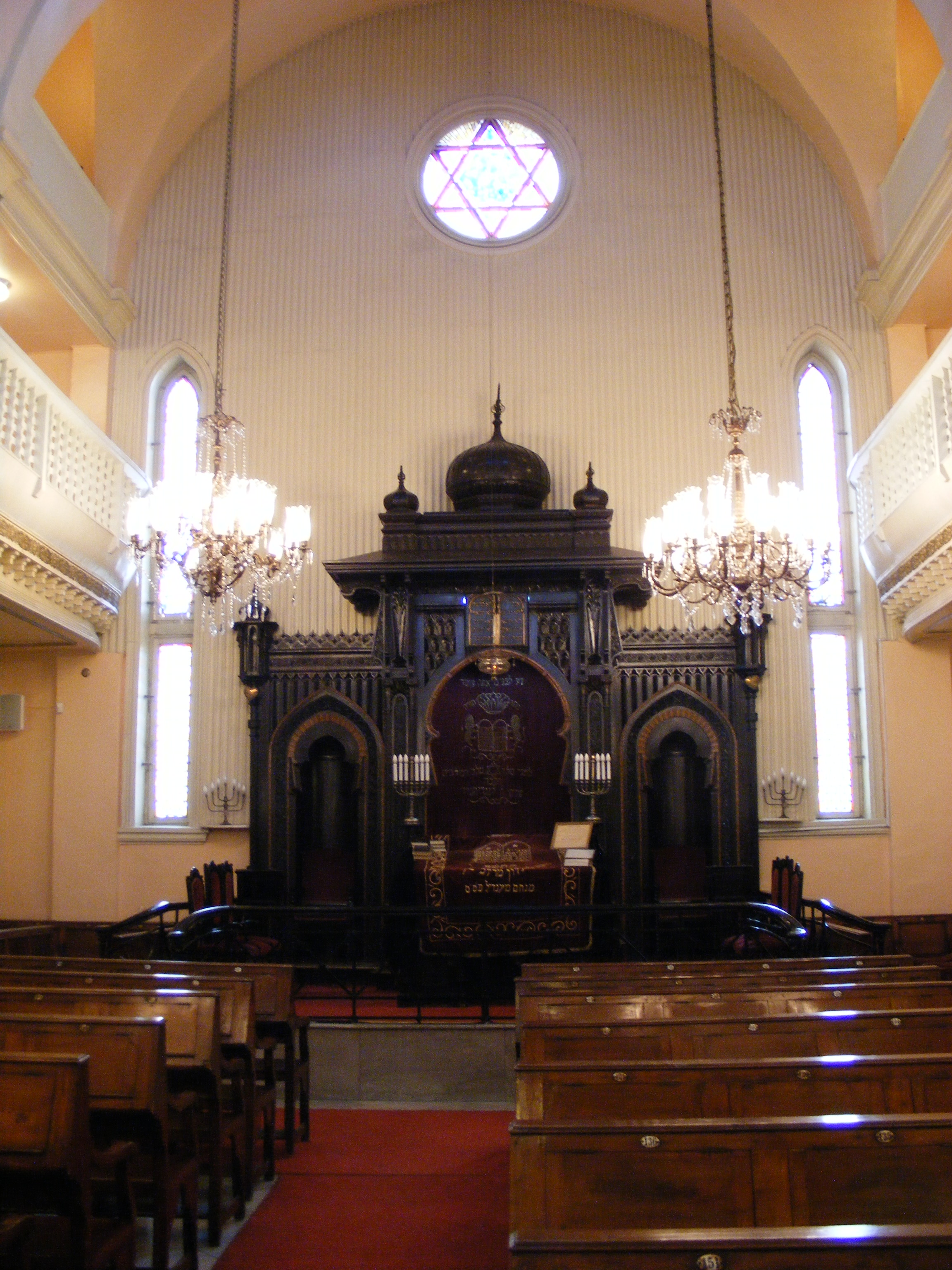
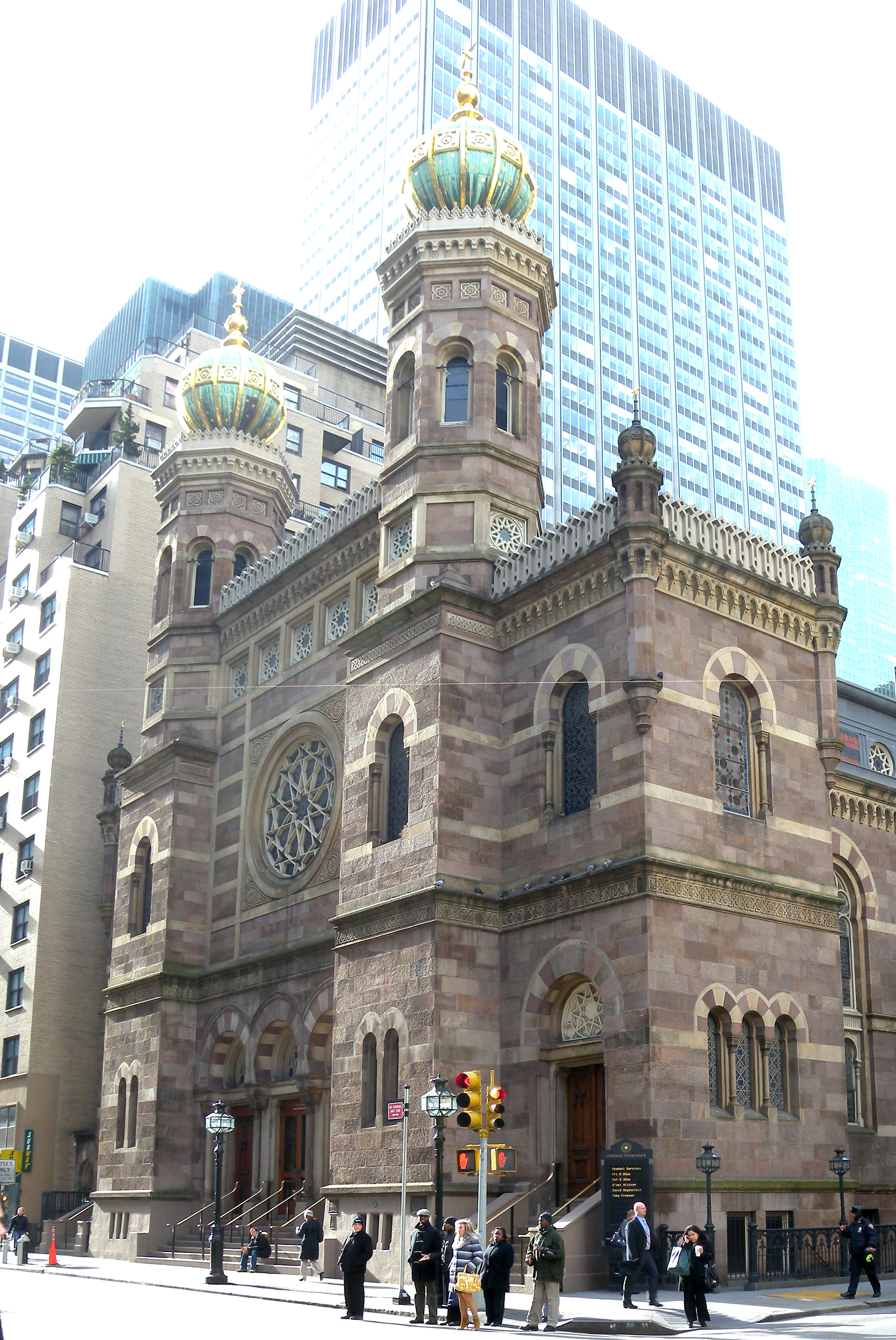
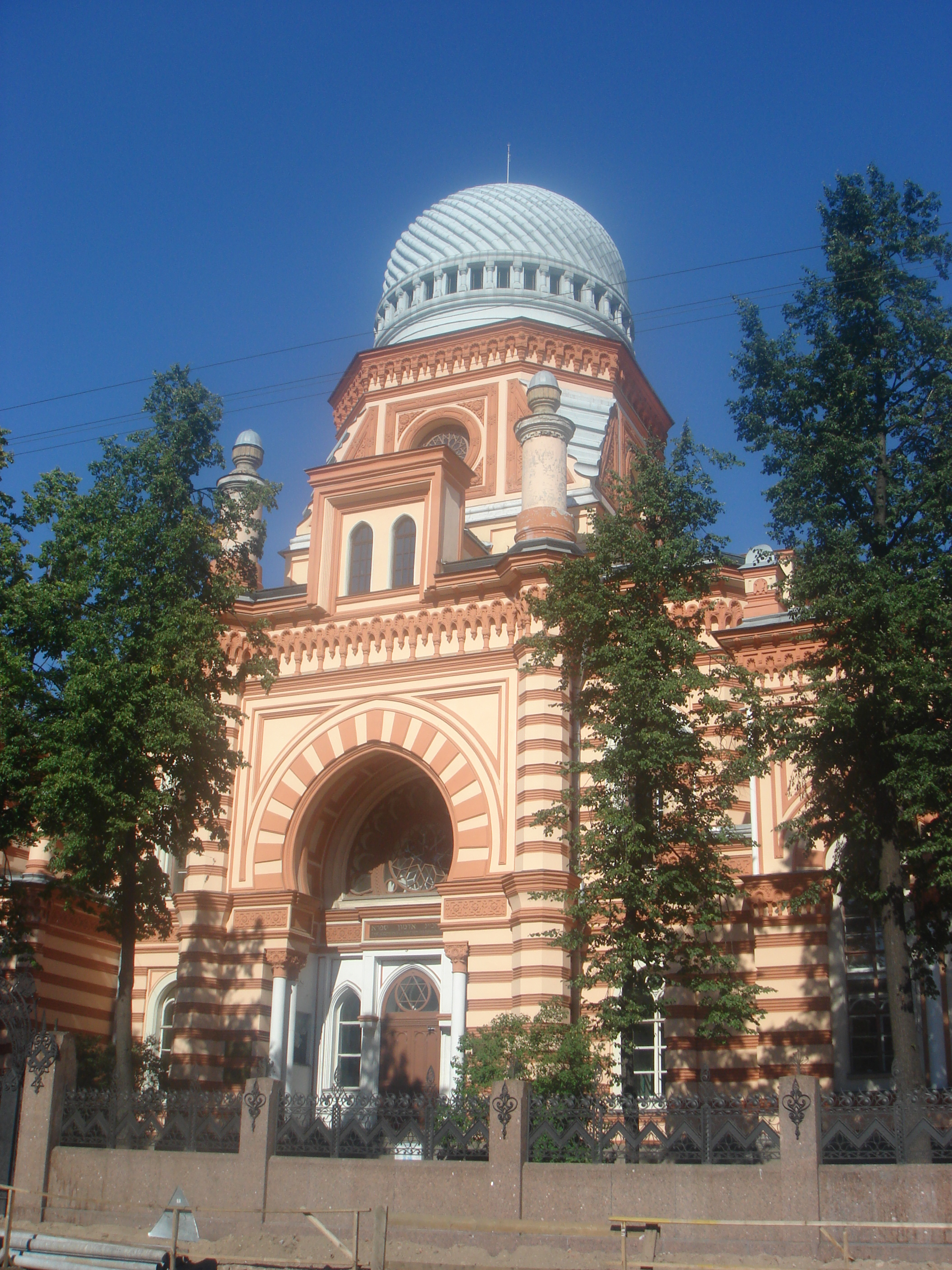
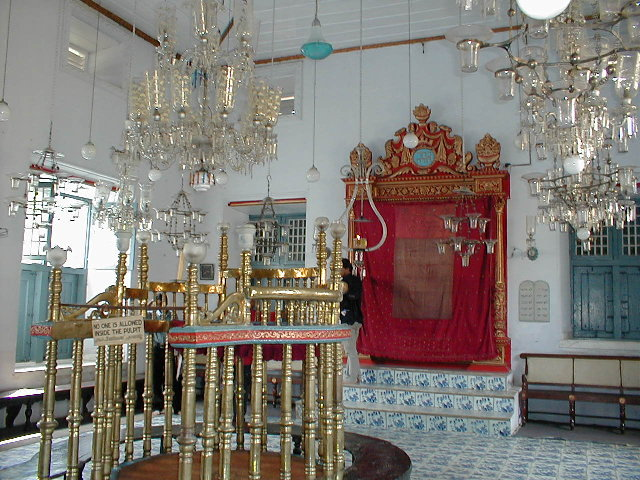
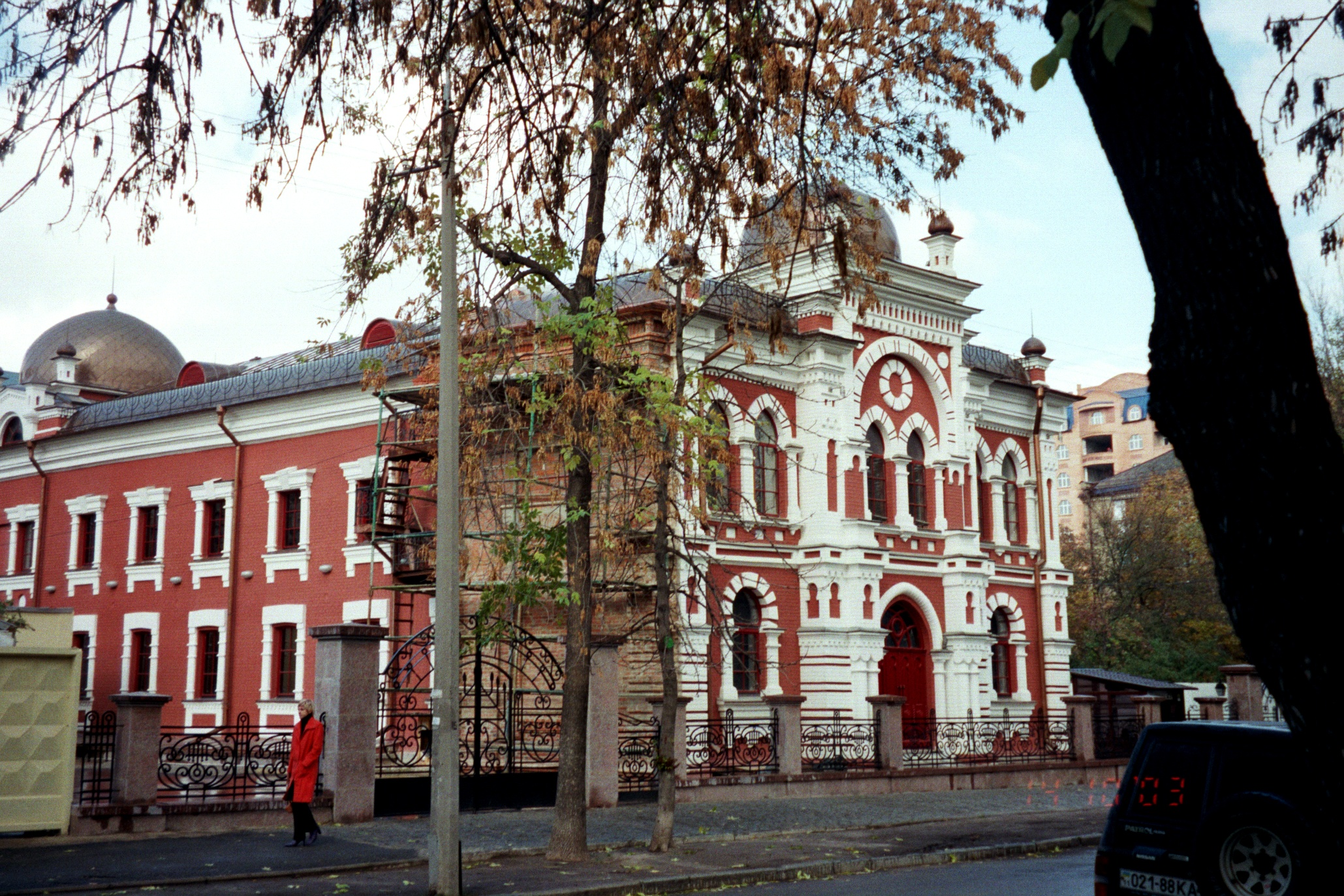
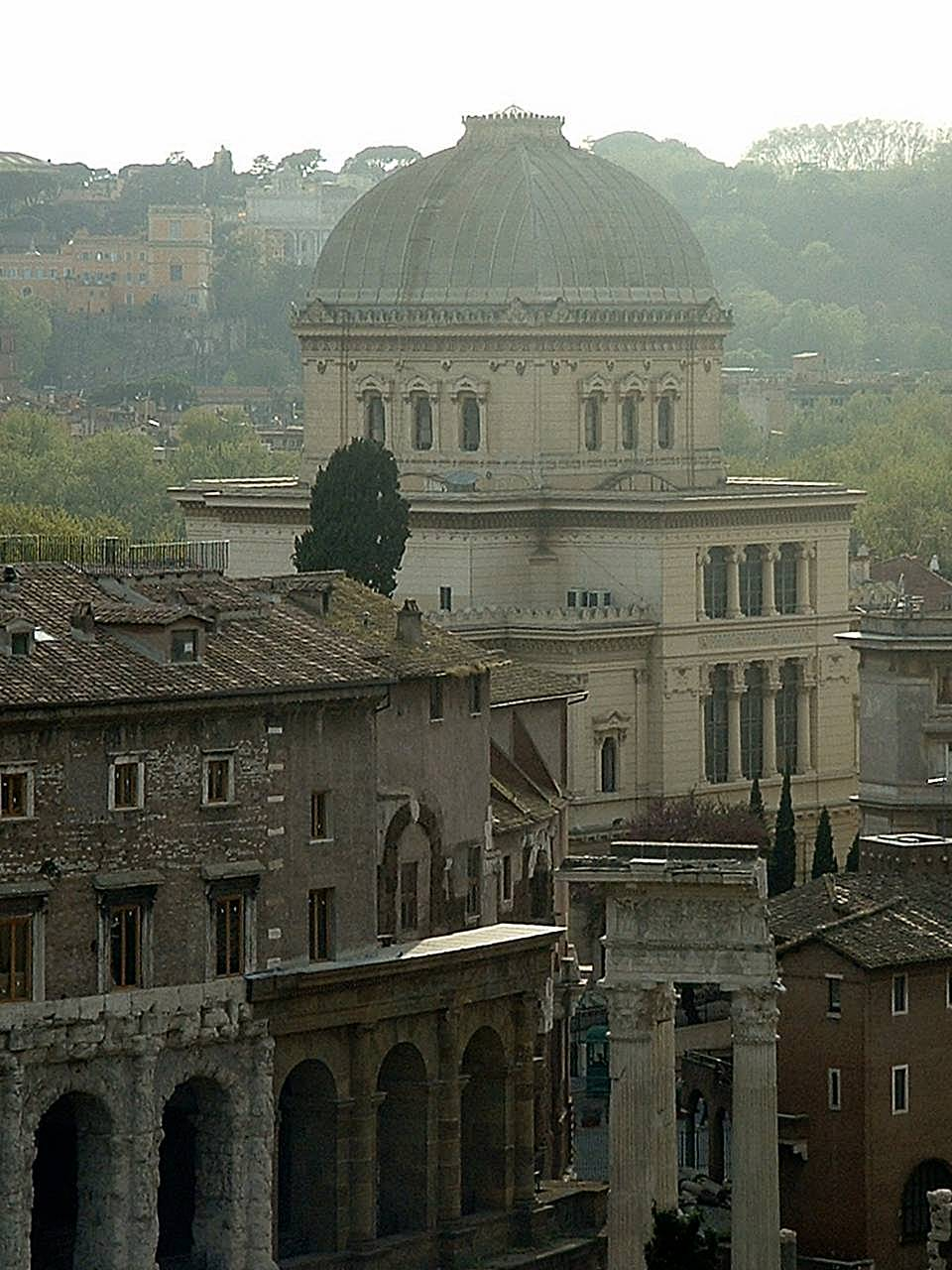
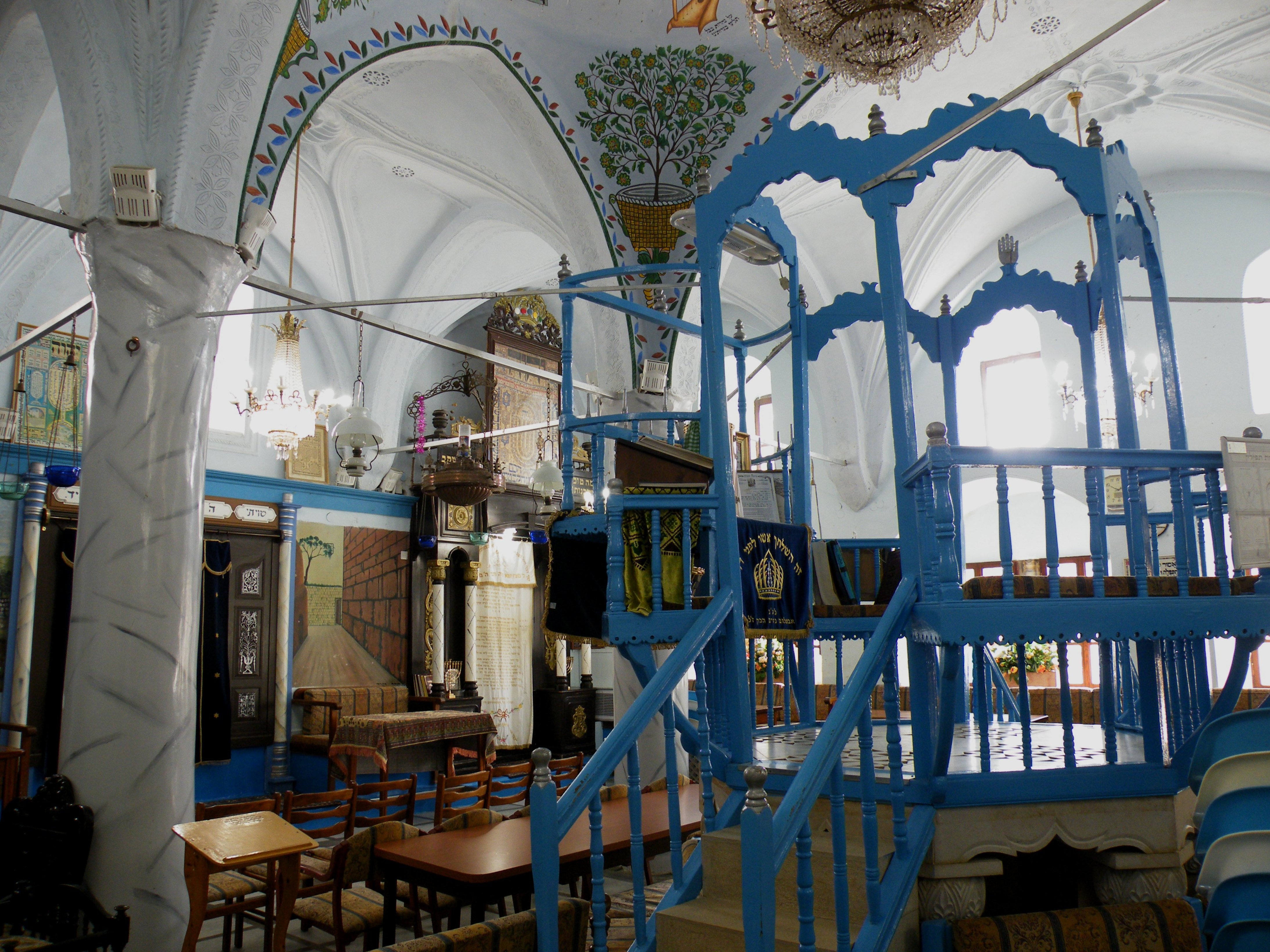
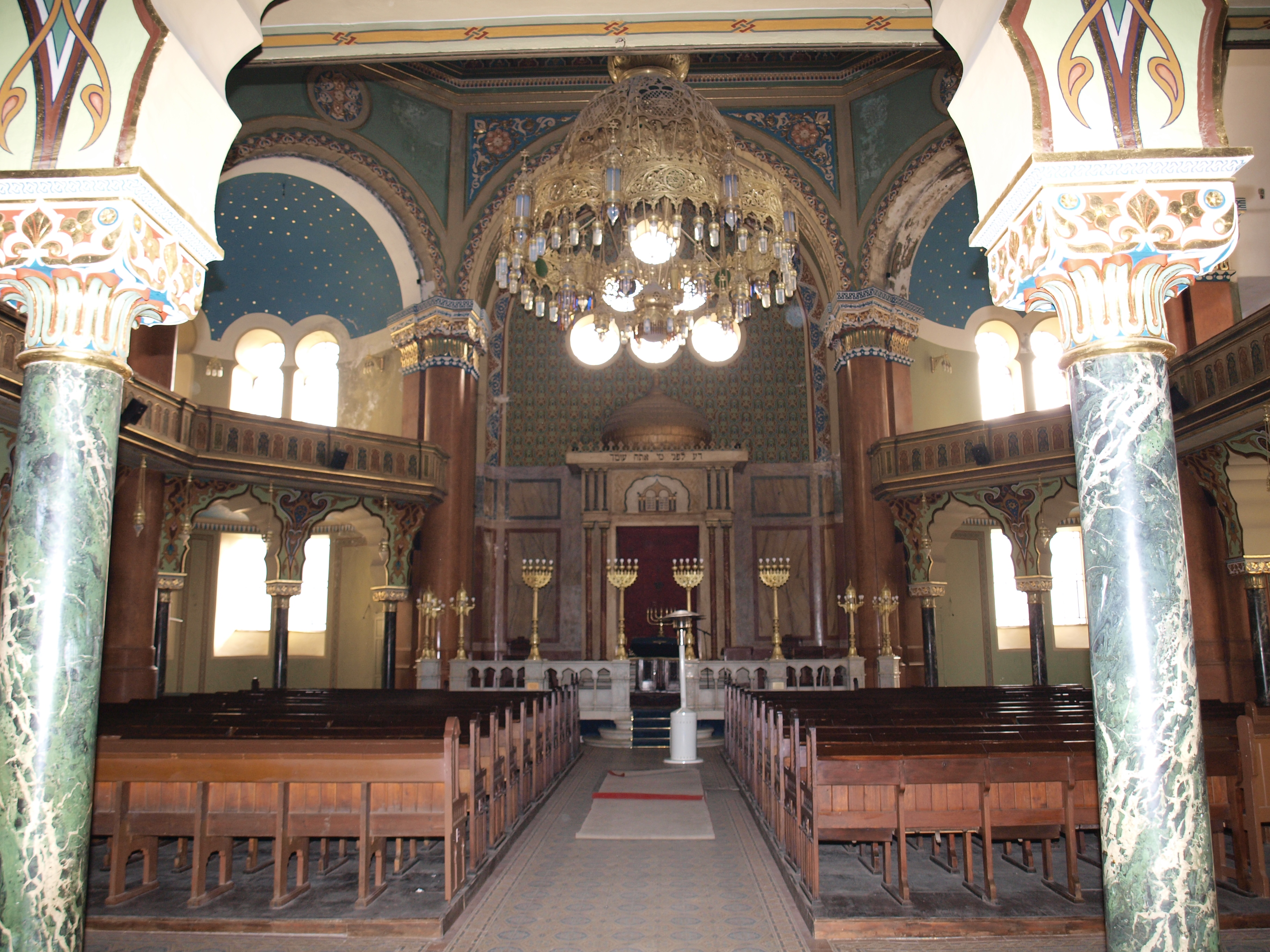
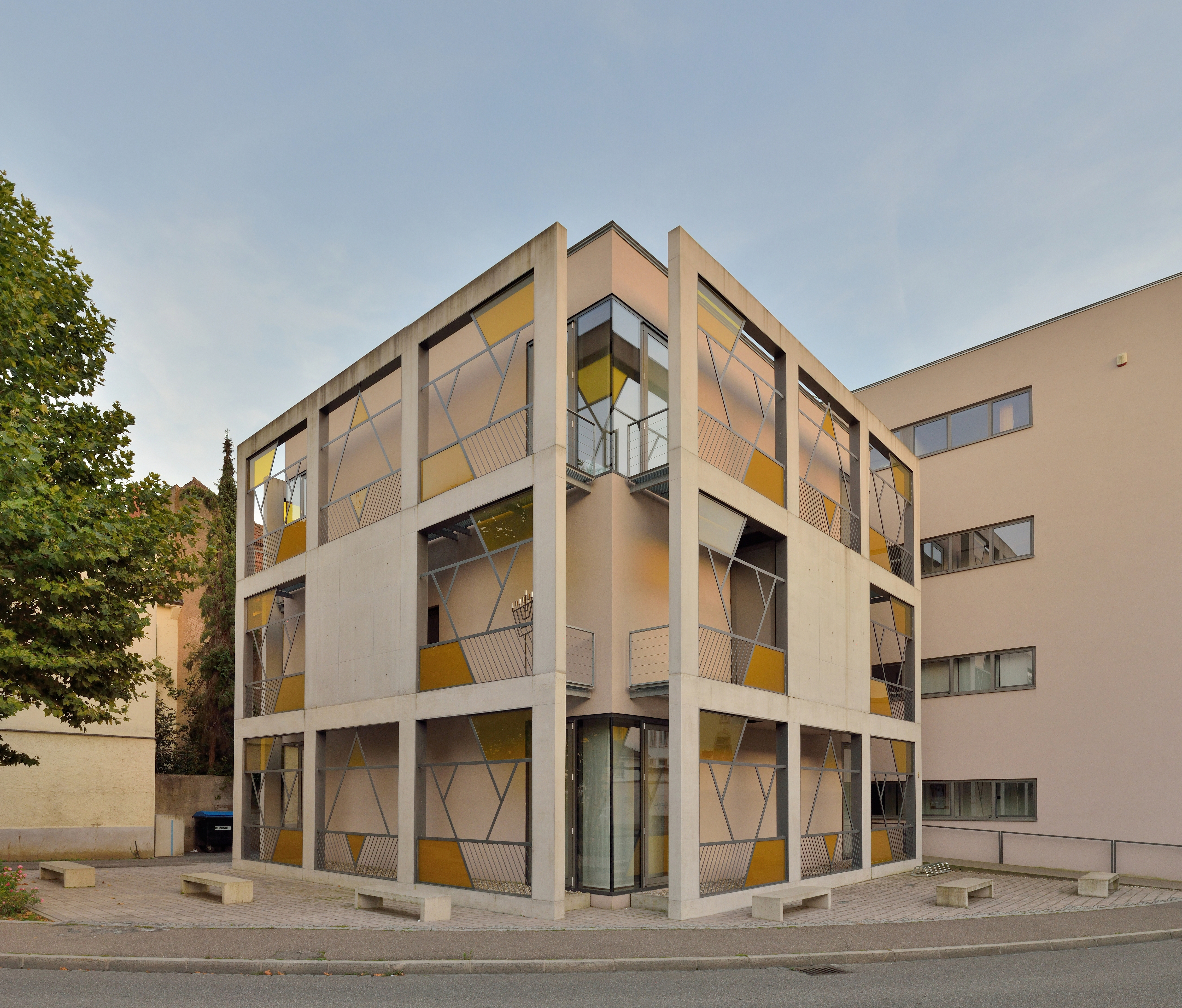
یک کنیسه با معماری مدرن
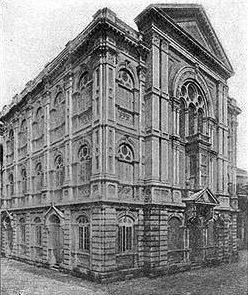